# 논산대건고등학교
논산대건고등학교(論山大建高等學校)는 대한민국 충청남도 논산시 등화동에 위치한 사립 고등학교이다.

## 학교 연혁
- 1945년 10월 7일 : 논산 중등 영어 강습소 개설
- 1946년 4월 5일 : 논산 대건 초급 중학교 개교
- 1948년 8월 14일 : 논산 대건고급중학교 인가, 6년제 12학급
- 1951년 9월 27일 : 논산 대건고등학교 개교식 및 입학식
- 1964년 4월 15일 : 학교 법인 천주교 대전교구 대지학원 설립
- 1987년 9월 29일 : 제1회 대건축제( ∼10.01)
- 1993년 12월 17일 : 등화동 신축 교사 준공식, 12. 21 전교 이사
- 1996년 7월 5일 : [논산대건 50년사] 발간 및 대건 역사관 개관
- 1999년 2월 : 충청남도 교육청 지정 토론문화 활성화 방안 연구학교 지정
- 1999년 7월 3일 : 다목적교실(체육관) 준공
- 2004년 11월 16일 : 나눔의 집 준공식
- 2009년 8월 5일 : 교과교실제 A형(교육과정 혁신학교) 선정
- 2009년 12월 2일 : 도지정 자율학교 지정(2010.03.01-2015.02.28)
- 2010년 7월 5일 : 인원관 준공
- 2013년 7월 10일 : 우정원 준공
- 2017년 1월 5일 : 제5대 재단 이사장 김종수(아우구스티노) 주교 취임
- 2017년 9월 1일 : 제14대 김춘오 교장 취임
- 2019년 3월 2일 : 2019학년도 고교학점제 연구학교
- 2024년 2월 7일 : 고등학교 제73회 졸업식(152명, 누계 17,291명)
- 2024년 3월 4일 : 2024학년도 신입생 입학(163명)
- 2024년 3월 4일 : AI정보교육 중심고등학교 운영(5년차)

## 학교 위치
- 1951년 9월 27일 ~ 1993년 12월 21일 : 대림길 5 (부창동 / 現 부창대림아파트)
- 1994년 3월 1일 ~ (현재) : 논산대로 119 (등화동)

## 사건사고
- 여교사 성추문 사건